# 天主教馬瑟韋爾教區
天主教馬瑟韋爾教區（拉丁語：Dioecesis Matrisfontis）是英國蘇格蘭一個羅馬天主教教區，屬天主教格拉斯哥總教區。
2011年，有167,100名教友，估轄區總人口23.9%，有74個堂區、105名司鐸、10名終身執事、18名修士、58名修女。現任主教為約瑟·迪瓦恩。
1947年5月25日升為教區。